# 다리엔멧밭쥐
다리엔멧밭쥐(Reithrodontomys darienensis)는 비단털쥐과에 속하는 설치류의 일종이다. 파나마에서만 발견된다. 종소명과 통용명은 파나마 지명 다리엔에서 유래했다.

## 생태
땅 위에서 주로 생활하는 육상성 동물이다. 2월에 새끼를 밴 암컷이 포획된 기록이 있다.

## 분포 및 서식지
상록수림과 숲 가장자리, 앞이 트인 지역에서 발견된다.